# Неустрашимый (фильм)
«Неустрашимый» (там. ஒஸ்தி, Osthe) — индийский боевик режиссёра Дхарани, снятый на тамильском языке и вышедший в прокат 9 декабря 2011 года. Ремейк хиндиязычного фильма Абхинава Кашьяпа «Бесстрашный». Главные роли исполнили Силамбарасан и Рича Гангопадхай. Сюжет фильма рассказывает о полицейском, который находится в противостоянии одновременно с собственным отчимом и местным криминальным лидером.

## Сюжет
Когда отец Велана умер, его мать вышла замуж второй раз. Так у мальчика появился отчим и сводный младший брат Балан. Больше всего Велана расстраивало, что отчим отдавал предпочтение собственному сыну, проча ему большое будущее, а приёмным пренебрегал.
Это не прекратилось, когда мальчики выросли, и Велан стал начальником местного полицейского участка, а Балан — лентяем и лоботрясом.
Пользуясь своим положением, Велан прикарманивал деньги преступников и использовал их на нужды полиции. Так у него оказались деньги бандита Даниэля, который собирался на них купить себе место депутата.
В погоне за людьми Даниэля Велан встречает Недували и влюбляется в неё. У его брата Балана тоже есть возлюбленная — дочь учителя Нирмала. Однако отец не даёт ему согласие на брак, так как надеется поправить своё материальное положение, женив сына на девушке с приданым. Тогда Балан крадёт деньги у Велана, чтобы обеспечить ими приданое Нирмалы.
Свадьба Велана также откладывается, так как Недували отказывается выходить замуж пока жив её отец-алкоголик, чтобы иметь возможность присматривать за ним. В этот же день умирает мать Велана, а отец выгоняет его из дома.
Когда отец Недували умирает, Велан берёт девушку на свадьбу брата и женится на ней прямо там, так как его мать всегда хотела, чтобы старший сын женился первым. Отец Нирмалы из-за этого чувствует себя оскорблённым и отменяет свадьбу. Конфликт нарастает, когда Велан избивает брата за то, что он ударил работника семейной фабрики.
Чтобы отомстить полицейскому, Даниэль поджигает фабрику его отчима, отчего у того случается сердечный приступ. Чтобы раздобыть деньги на лечение отца, Балан идёт работать на Даниэля. Тот поручает ему отвезти в дом министра ящик манго, не говоря, что в ящике будет бомба. В итоге Балана обвиняют в подрыве. После этого Даниэль даёт ему пистолет и говорит, что он сможет спастись, только убив начальника полиции. После возвращения Балана, думая, что он убил своего брата, Даниэль признается, что его мать умерла не от естественных причин, а потому что Даниэль, пришедший в тот день в их дом, не дал ей принять лекарство.

## В ролях
- Силамбарасан — Велан (Вел Муруган)
- Рича Гангопадхай — Недували
- Сону Суд — «Боксёр» Даниэль
- Сантанам[англ.] — Селвам, ассистент Велана
- Джитан Рамеш[англ.] — Балан, сводный брат Велана
- Саранья Мохан[англ.] — Нирмала, возлюбленная Балана
- Нассер[англ.] — Суббая Пиллай, отчим Велана
- Ревати[англ.] — мать Велана
- ВТВ Ганеш[англ.] — отец Недували
- Низалгал Рави[англ.] — Тхангаперумал, отец Нирмалы
- Виджаякумар[англ.] — министр Калаипандиан
- Тамби Рамайа[англ.] — констебль Масана Мурти
- Вайяпури[англ.] — констебль
- Майилсами — констебль
- Малика Шерават — камео в песне «Kalasala»
- Дхарани[англ.] — камео в песне «Osthi Maamey»

## Производство
Силамбарасан (Симбу) хотел примерить на себя роль Салмана Хана с того момента как увидел «Бесстрашного».
Его противником на экране стал Сону Суд, повторивший свою роль из оригинального фильма. В качестве главной героини рассматривалась Сонам Капур. Другой кандидатурой была Сонакши Синха, но в итоге роль досталась Риче Гангопадхай.
Вторую по важности женскую роль по сообщениям должна была исполнить Мадху Шалини, но сыграла Саранья Мохан.
Пьющего отца героини сыграл ВТВ Ганеш, уже участвовавший в других фильмах Симбу: «Дотянуться до неба» и «Откровение».
Танцевать в item-номере рассматривали пригласить Наянтару, но та отказалась, Шрию Саран,
Зарине Хан, Малаику Арора, Мумаит Хан, Мегну Найду,
Бипашу Басу, Катрину Каиф,
Дипику Падуконе,
но остановились на Маллике Шерават.
Работа над фильмом была запущена 10 мая 2011 года на AVM Studios в Ченнаи.
26 июня начались съёмки в Майсуре,
которые продлились до августа, когда были отсняты все диалоги.
Для того, чтобы похвастаться в фильме хорошей формой, Симбу пришлось обратиться к тренеру и сесть на диету, отказавшись от любимых бирьяни.
Он упорно работал над телом в течение 25 дней, чтобы продемонстрировать восемь кубиков пресса в кульминационной драке.
Съёмки музыкального номера на песню «Kalasala» с хореографией Шоби прошли в конце сентября — начале октября.

## Саундтрек
| №                   | Название            | Текст песни         | Исполнители                                       | Длительность |
| ------------------- | ------------------- | ------------------- | ------------------------------------------------- | ------------ |
| 1.                  | «Kalasala Kalasala» | Ваали               | Л. Р. Исвари, Т. Раджендар, Солар Саи             | 4:12         |
| 2.                  | «Pondaati»          | Силамбарасан        | Силамбарасан                                      | 4:26         |
| 3.                  | «Osthi Maamey»      | Ваали               | Баба Сехгал, Рахул Намбиар, Ранджит, Навин Мадхав | 3:54         |
| 4.                  | «Unnale Unnale»     | Югабхарати          | С. Таман, Рита                                    | 3:47         |
| 5.                  | «Neduvaali»         | Югабхарати          | Рахул Намбиар, Махати                             | 4:21         |
| Общая длительность: | Общая длительность: | Общая длительность: | Общая длительность:                               | 20:40        |

Для песен «Neduvaali» и «Pondaati» С. Таман повторно использовал свою музыку, написанную для фильма Mirapakaay, композиции «Silakaa» и «Vaishali» соответственно.
Композиция «Kalasala Kalasala» завоевала Vijay Awards как популярная песня в народе.
Отзывы
Павитра Шринивасан с сайта Rediff.com написала: «есть некий сорт дежавю в большинстве песен, но альбом вышел умеренно привлекательной комбинацией масала-ритмов». Пракаш Упадхайя с сайта Oneindia заметил, что «необходимо похвалит чувство музыки Тамана, поскольку он подарил нам песни, которые подходят только к этому жанру фильмов. Тем не менее, отсутствие традиционных мелодичных треков может не прийтись по вкусу поклонникам».
Behindwoods.com высказал мнение, что «Таман использовал возможность, чтобы составить коммерчески жизнеспособный альбом, который, возможно, не обещает трогательных мелодий или выразительно написанных песен, тем не менее будет одним из лучших музыкальных бестселлеров, увлекающих слушателей своими хитами».
IndiaGlitz заключил «если вы выбираете альбом, который представляет собой совокупность поточных треков, то не может быть лучше, чем выбрать Osthi».

## Критика
| Рейтинги        | Рейтинги                                                                           |
| Издание         | Оценка                                                                             |
| --------------- | ---------------------------------------------------------------------------------- |
| Rediff.com      | 2 из 5 звёзд · 2 из 5 звёзд · 2 из 5 звёзд · 2 из 5 звёзд · 2 из 5 звёзд           |
| Behindwoods.com | 2,5 из 5 звёзд · 2,5 из 5 звёзд · 2,5 из 5 звёзд · 2,5 из 5 звёзд · 2,5 из 5 звёзд |
| Nowrunning.com  | 1 из 5 звёзд · 1 из 5 звёзд · 1 из 5 звёзд · 1 из 5 звёзд · 1 из 5 звёзд           |

Анупама Субраманиам из Deccan Chronicle написала в своей рецензии, что хотя в фильме нет «ничего нового в плане сюжета или его изложения, Дхарани упаковал его всеми коммерческими ингредиентами, что делает „Неустрашимого“ достойным хотя бы одного просмотра».
Малати Рангараджан из The Hindu сочла его сделанным «для большой группы алчных зрителей, которые видят развлечения, как эскапизм. Они любят супер-героизм, дерзкие разговоры и невероятные заявления, которые заставляют их свистеть в ликовании»,
а М. Харихарасудхен добавил, что можно «без стеснения высказать тот факт, что это — коммерческое развлечение, которым можно наслаждаться в кинотеатре с попкорном без участия мозга».
Павитра Шринивасан из Rediff.com заявила, что в фильме «нет абсолютно ничего нового. „Неустрашимому“ не хватает щегольства и причудливости, который определяли оригинальную работу».
Отзыв на сайте Behindwoods.com назвал фильм представителем «господствующей коммерческой халтуры», но отметил, что «течение „Неустрашимого“ равномерно и ему удается захватить внимание зрителей в большинстве частей».
IndiaGlitz написал: «с сильным присутствием Силамбрасана и Дхарани, завязавший его с элементами масалы в правильном сочетании, „Неустрашимый“ оказывается неплохим развлечением, хотя и шаблонным во многих местах».
А Рохит Рамачандран на сайте Nowrunning.com охарактеризовал фильм одним словом — «скукотища».